# Netelia australis
Netelia australis är en stekelart som beskrevs av Konishi 1991. Netelia australis ingår i släktet Netelia och familjen brokparasitsteklar. Inga underarter finns listade i Catalogue of Life.